# NGC 6648
NGC 6648 est une paire étoiles situé dans la constellation du Dragon. L'astronome allemand Wilhelm Struve a enregistré la position cette paire en 1825 